# Коцоевы
Коцо́евы (осет. Коцойтæ) — осетинская фамилия, которая представлена среди иронцев и дигорцев.

## Происхождение фамилии
В преданиях указывается что фамилия Коцоевых происходит от Мулдзуговых, которые до переселения в Горную Осетию проживали на берегах реки Кубани. Сначала они поселились в Алагирском ущелье селении Донисар, где они прожили несколько поколений. Когда численность рода увеличилась и стало не хватать земель, часть фамилии переселилась в дигорское селение Галиат.

## Генеалогия
Родственными фамилиями (осет. æрвадæлтæ) уаллагкомских Коцоевых являются — Галабуевы, Гуссаовы, Дзеджеловы и Кацановы.

## Современное расселение
В настоящее время Коцоевы проживают в г. Владикавказе — 60 дворов, в г. Беслане — 23, с. Гизель — 20, с. Дарг-Кох — 16 и по несколько дворов в селах Дигора, Карман-Синдзикау, г. Алагир и других населенных пунктах республики. За пределами Осетии самое большое количество дворов, где проживают Коцоевы, это г. Санкт-Петербург — 5 семей и г. Москва — 6 семей.

## Известные представители
- Айтек Бицкоевич Коцоев (1909–1981) — советский военачальник, генерал-лейтенант артиллерии.
- Алла Романовна Коцоева (1942) ― директор-попечитель Северо-Осетинского лицея искусств.[2]
- Арсен Борисович Коцоев (1872–1944) — осетинский советский писатель, драматург, публицист.
- Лена Афакоевна Коцоева (1885–1923) — осетинская писательница и драматург.

Спорт
- Зелим Олегович Коцоев (1998) — азербайджанский дзюдоист, член национальной сборной Азербайджана по дзюдо.
- Тимур Аланович Коцоев (1991) — российский борец вольного стиля, в составе сборной России принимал участие на Кубке мира.